# Rune Larsson (journalist)
Lars Rune Larsson, född den 11 september 1927 i Stora Mellösa församling, Örebro län, död den 20 januari 2020 i Borås, var en svensk journalist.
Larsson var lokalredaktör för Nerikes-Tidningen i Odensbacken 1943, journalistvolontär vid Nerikes-Tidningen i Örebro 1944, medarbetare i Sala-Posten 1944–1945, i Ulricehamns Tidning 1945–1949 och i Norrbottens-Kuriren 1949–1950. Han kom till Borås Tidning som medarbetare 1950, blev biträdande redaktionssekreterare där 1954 och redaktionssekreterare 1966. Larsson var huvudredaktör och ansvarig utgivare för Borås Tidning 1974–1992.